# 京成バス千葉セントラル習志野西営業所
京成バス千葉セントラル習志野西営業所（けいせいバスちばセントラルならしのにしえいぎょうしょ）は、千葉県船橋市習志野にある京成バス千葉セントラルの営業所。
本項では、習志野西営業所の前身である船橋新京成バス株式会社習志野営業所（ふなばししんけいせいバスならしのえいぎょうしょ）について扱うほか、船橋新京成バスに吸収合併される前に存在した習志野新京成バス株式会社（ならしのしんけいせいバス）と、新京成電鉄のバス事業が習志野新京成バスに分社化される前の時代についても扱う。

## 概要
前身は習志野新京成バス（ならしのしんけいせいバス）である。京成松戸線習志野駅が最寄り駅である（ただし、営業所には北習志野駅からバスに乗るほうが行きやすい）。
敷地内には同じ京成グループである京成タクシーセントラル習志野営業所の営業所がある他、数メートル離れた場所には京成バス習志野出張所が存在する。また、車庫が津田沼駅から離れているため高津団地東口・津田沼グリーンハイツ・東葉高校には乗務員休憩所が設けられている。

### 習志野新京成バス
習志野新京成バス株式会社（ならしのしんけいせいバス）は、かつて存在した新京成グループのバス事業者。千葉県船橋市に本社を置いていた。新京成電鉄のバス事業を分社化して設立された新京成バスの一社である。新京成電鉄の連結子会社であり京成グループに属していた。
旧・習志野車庫（旧・鎌ヶ谷営業所の分車庫）を基として2003年4月28日に設立され、同年10月1日に営業開始した。分社化前の習志野車庫のエリアをほぼ踏襲し、主に津田沼駅から国道296号に至る津田沼線およびその支線に相当する各線より形成される、新京成電鉄線新津田沼駅 - 北習志野駅間に沿ったエリアを担当していたほか、貸切バス事業も行っていた。
2008年9月27日には、船橋新京成バスとともにPASMOが導入された。
1999年8月31日から現在の鎌ヶ谷営業所のエリアとともに上り方面と単一区間の路線は先払い、それ以外が後払いになったが、2011年3月20日から全て後払いとなった。
また2012年2月25日から新バスロケーションシステム（Bus Vision）を使用開始した。
2014年4月16日に船橋新京成バスに吸収され、同社の習志野営業所となった。

## 現行路線

### 津田沼線
- 津04：津田沼駅 - 薬園台高校入口 - 習志野駐屯地 - 習志野 - 千葉日大一高 - 北習志野花輪病院前 - 北習志野駅
- 津05：津田沼駅 - 薬園台高校入口 - 習志野駐屯地 - 習志野原 - 習志野西営業所
- 津13：津田沼駅 - 薬園台高校入口 - 習志野駐屯地 - 習志野 - 高津団地（未使用）
- 津16：津田沼駅 - 薬園台高校入口 - 習志野駐屯地 - 習志野 - 高津団地入口 - 高津団地中央 - 高津団地東口
- 緑02：北習志野駅 - 北習志野花輪病院前 - 習志野 - サンシャイン前 - 八千代緑が丘駅（未使用）
- 習06：北習志野駅 - 北習志野花輪病院前 - 第二小学校入口 - 習志野原 - 習志野西営業所
- 習08：北習志野駅 - 北習志野花輪病院前 - 千葉日大一高 - 習志野 - 習志野原 - 習志野西営業所（未使用）
- 直通：北習志野駅 → 千葉日大一高 → 習志野原 → 朋和産業本社
- 直通（臨時）:津田沼駅 → 千葉日大一高
- 直通（臨時）:千葉日大一高 → 津田沼駅
  - 2004年3月16日：日大（北習志野）線が廃止され津田沼駅 - 北習志野駅便が第二小学校入口経由から千葉日大一高経由に変更。代替として北習志野駅 - 第二小学校入口 - 自衛隊前の折返便（習07）が新設。津田沼線は津田沼駅から国道296号線に入り北上する路線である。主に、高津団地中央・北習志野駅へ行く。
  - 2010年8月11日：実籾街道の道路改良工事により、習志野一丁目停留所を新設。経路変更に伴い、習06の自衛隊前停留所を廃止（習07は変更なし）。
  - 2012年3月31日：ダイヤ改正により北習志野駅 - 自衛隊前（習07）廃止、北習志野駅 - 習志野車庫（習06）へ統一。
  - 2013年6月27日：習志野四丁目停留所が朋和産業本社へ停留所名変更。
  - 2018年9月16日：津16の高津団地中央から高津団地東口間を路線延長。
  - 2024年7月16日：緑03が廃止（最終運行は7月12日）。
  - 2025年4月1日：停留所名を変更（旧・習志野車庫→現・習志野西営業所）。

津田沼線の成り立ちは、年表の通り、京成の路線の交換による。京成の大和田線（現在廃止）および神崎線（現在はちばレインボーバスを経て印西営業所が運行）のうち、新木戸での折返便を新京成が受け取り、逆に京成は船橋市内線を受け取った（受取後にルート変更）。開通のきっかけは、大和田線および神崎線の南側が新京成電鉄線と並行していることと、新京成の船橋市内線が京成のエリアに半ば独立した形で入っていたことから、これらを交換して営業エリアを明確に分けることが望ましいと判断されたと思われる。こうして、津田沼側において、京成バスは新木戸を越える長距離バスのみ（大和田線（廃止）および神崎線（現在は印西営業所が運行））を運行するようになった。その後、京成の船橋市内線が衰退したのに対して、新京成の方は主力路線の一つとして定着した。
以下、個々の便について述べる。まず、高津団地中央便だが、これはもともと高津団地入口発着として開設された。団地の中まで入らなかったのは、既に東洋バスが八千代台駅などからの路線を設けていたからである。高津三叉路付近に小さな操車場を設けていたが、ここまでも回送で運行していた。しかし、東葉高速鉄道開業後、高津団地と八千代緑が丘駅を結ぶ路線を東洋バスと新京成バスのそれぞれが開通した。これにより、東洋バスは高津団地入口停留所付近を通過することとなり、運行エリアが重なったので、その見返りとして新京成バスももう少し団地に近いところまで延長できるようになったということらしい。ただし、津田沼線が高津団地中央に入ったのは、東葉高速が開業してから少し時間のたった1996年8月1日である。
八千代緑が丘駅便は、2000年8月改正まで坪井経由で古和釜十字路に至っていた便を、同改正で末端部分を付け替えたものであるが、津田沼駅 - 八千代緑が丘駅間はちばレインボーバスの神崎線と完全に重複しており、一方で定期券等の共通利用の制度は存在していない（一部区間のみの重複は鎌ヶ谷営業所の鎌ヶ谷線とちばレインボーバスの白井線の馬込沢 - 鎌ヶ谷大仏（新京成） / 鎌ヶ谷大仏駅（レインボー）間で前例はあるが、こちらも共通利用の制度は存在していない）。ミヤコシ停留所を境界線として新京成とレインボーの賃率が変わり、津田沼駅 - ミヤコシ間の初乗りは新京成側の175円、ミヤコシ - 八千代緑が丘駅（ - 木下駅）はレインボー側の165円であり、ミヤコシ停留所を跨いだ利用は割高となっている。
その古和釜十字路発着便はもともと鎌ヶ谷大仏まで走っていた。ちなみに、鎌ヶ谷大仏便の廃止は1996年7月1日であり、その時点での本数は4往復だった。また、2012年3月31日のダイヤ改正によって、八千代緑が丘駅便は大幅に減便され平日・土曜日とも2往復のみ、2023年6月1日の改正で八千代緑が丘駅便は平日1往復のみとなり、２０２４年７月１６日の改正で廃止となった。
北習志野発着便は駅間を結ぶため起終点の両側に利用者がおり、割と安定した輸送を保っている。ただし、通し利用は少ない。津02、津03、津04（第二小学校入口経由時代）は習志野車庫が開設された後も鎌ヶ谷営業所が担当していた便もあった。
また、2012年3月31日のダイヤ改正で千葉日大線として、北習志野駅発千葉日大一高行きの直通バスが新設された。その後、2018年9月16日のダイヤ改正では、終点が朋和産業本社まで延長された。途中停留所は千葉日大一高、習志野原のみである。この路線はスクールバス等ではなく、運賃を払えば乗車可能である。平日朝に2本、土曜朝に3本の運行である。

### 三山線
- 津08：津田沼駅 - 薬園台高校前 - 田喜野井入口 - 二宮神社前
- 津08A：津田沼駅 - 薬園台高校前 - 田喜野井入口
  - 2012年3月31日：ダイヤ改正により津田沼駅 - 田喜野井入口（津08A）の定期便運行が設定される。

津田沼駅から船橋市最東部の田喜野井、三山方面に向かう路線である。現在の三山線は津田沼線の支線のようになっているが、途中の薬園台二丁目で分岐して二宮神社前まで至る。単独運行区間の道が非常に狭くきついカーブがあるのがこの線の特徴である。
三山線のもともとの終点は大久保という停留所であった。これは現在の京成の東邦大学付属東邦中学・高校前停留所と同一の場所である。また、この路線が開通した当時は京成の停留所名も「大久保」であった。開通時は船橋駅南口 - 大神宮坂上 - 東町 - 飯山満二丁目 - 薬園台駅 - 自衛隊裏口 - 二宮神社前 - 大久保（のち、船橋駅北口発着に変更）も運行していた。このため、全便が津田沼駅発着である津田沼線とは路線の性格が異なり、路線名も当初から別となっている。しかし、三山、田喜野井から船橋駅まで乗り通す乗客はほとんどなく、結局、津田沼駅発着便の方が主力となった。そして、1975年頃を境に、船橋便は薬園台駅止まり（旧・薬園台駅に隣接して薬園台操車場が置かれていた。現在跡地は駅跡も含めて老人介護施設)となり分割された。その後、習志野車庫新設と薬園台操車場の閉鎖により習志野車庫まで延長され習志野線となった。こうして、二宮神社前 - 大久保間の各停留所において、京成バスの大久保線とこの線との二経路の津田沼行きのバスを乗客が選択することとなった。
しかし、二宮神社前 - 大久保間については、藤崎経由で走る京成バス大久保線の方が時間的に有利であり、乗客もそちらを選択するようになった。これを受け、平成初頭に二宮神社前での折返便が新設され、2000年8月の改正でそこまでの運行に短縮された。
天然温泉・みどりの湯田喜野井店が2021年10月31日をもって閉店したことを受け、その最寄りであった「天然温泉みどりの湯・田喜野井」バス停が、2021年12月11日をもって、かつての名称「田喜野井」に変更された。
2022年10月16日のダイヤ改正で、かつて廃止となった津07系統が新ルートとなって復活した。同社Webサイトでは「津田沼グリーンハイツ線」としているため、新設された津07系統については津田沼グリーンハイツ線の項で後述する。

### 前原線
- 津11：津田沼駅 - 前原西 - 管理事務所前 - 公団東口（土休日は早朝の津田沼駅行きのみ）
- 津12：津田沼駅 - 前原西 - 管理事務所前（未使用）
- 津13：津田沼駅 - 前原西 - 管理事務所前 - 公団東口 - 千葉病院前 - 飯山満二丁目自治会館 - 東葉高校
- 津14：津田沼駅 - 前原西 - 管理事務所前 - 公団東口 - 千葉病院前 - 飯山満二丁目自治会館 - 東葉高校 - 東町 - 東船橋駅
  - 2007年3月1日：路線名を前原公団線から前原線に変更。
  - 2010年3月20日：東町 - 東船橋駅間の運行ルートを船橋市場郵便局まわりから東船橋駅入口まわりに変更、習志野営業所の「東船橋駅入口」停留所を新設（鎌ヶ谷営業所の同名の停留所とは乗車扉が異なるため車両停車位置は同じだがポールの位置は少々異なる）。
  - 2020年8月1日：津10系統の半数以上の便を飯山満二丁目まで延長し、新たに津13系統を設定（津田沼線にかつて存在した津13系統とは異なる）[7]。
  - 2022年3月19日：飯山満二丁目バス停は東葉高校と停留所名を変更。
  - 2024年7月15日：津10系統の運行終了。これに伴い、千葉病院前降車専用バス停が廃止された。

前原線はJR津田沼駅とその北部のアルビス前原（旧・公団前原団地）とを結ぶ路線である。途中の公団東口停留所と前原駅とはそれほど離れていないが、新津田沼駅がJR津田沼駅と若干離れているために鉄道線よりもバスの方が有利な点が多く、路線として成り立っていると言える。1961年開通当初は千葉病院前までの運行であったが、その後（1960年代）飯山満駐在所前（現・飯山満二丁目自治会館）まで延長された。ただし、飯山満駐在所前（飯山満二丁目自治会館）までの運行は長らく1往復が続き（1989年12月16日以降は東船橋駅まで運行。後述）、35年ほどたった1996年4月27日の習志野線（東船橋駅 - 飯山満二丁目 - 自衛隊前・習志野車庫）の廃止により、ようやく複数本数が運行されるようになった。なお、飯山満二丁目自治会館には折返場が無く、近くの三叉路にヘアピンカーブで入り、バックして折り返すという荒技を行っていた。
ちなみに、飯山満入口 - 東町間は2000年8月15日まで鎌ヶ谷営業所の高根線（同日廃止）と並行していた。なお、「飯山満入口」は「はざまいりぐち」と読むが、芝山・北習線の「飯山満駅」は「はさまえき」である。
千葉病院前・東船橋駅発着便は全て中型車で運行されている。これは公団東口から先の道路に狭隘な区間が存在するためである。以前は大型車をツーマン運行していたが、時代の流れでワンマン化がすすみ、中型車の導入と増発によって対応した。なお、これに伴い、公団東口付近のルートを一部変更すると同時に飯山満二丁目自治会館便の東船橋駅までの延長を実施している。また、中型車は定員が少ないために、津田沼駅では「公団東口行」と「千葉病院行、東船橋駅行」とで乗場を分離したが、ダウンサイジング化の流れで公団東口折返し便も中型車で運行されることが多くなってきたため、2006年4月頃より3路線とも同じ乗り場となった。その後、2007年3月1日のダイヤ改正で千葉病院前発着便と公団東口発着便の運用が共通化された。
なお、ツーマン運行のときは車掌立ち位置（中扉後部）にワンマン運行用の運賃箱を設置して運賃収受を行っていた。（当時の鎌ヶ谷営業所の高根線や松戸営業所の小新山線や馬橋線もツーマンの頃は同じ方法で運賃を収受していた。）

### 津田沼グリーンハイツ線
- 津07：津田沼駅 - フレッシュタウン - 津田沼グリーンハイツ - 田喜野井小学校 - 田喜野井 - 二宮神社前
- 津17：津田沼駅 - 新津田沼駅 - 教習所前 - （←児童遊園 / エクセレントシティ津田沼前原→） - 津田沼グリーンハイツ
- 津18（急行）：津田沼駅 - 新津田沼駅 - フレッシュタウン - 津田沼グリーンハイツ

津田沼グリーンハイツ線は線名の通り津田沼駅と津田沼グリーンハイツを結ぶ路線である。同社Webでは「津田沼GH線」との名称を用いている。
1993年の開通当初は津田沼駅 - 田喜野井入口間が三山線と同一経路であったが、2002年12月の改正で新津田沼駅、前原東二丁目経由に変更され、路線長の短縮とともにそれまで交通が不便だった地域に新たに乗り入れるようになった。新しい運行区間の大半は道路が狭隘であるため、車両が大型車から中型車に変更された。また、路線長の短縮に伴い、津田沼駅 - 津田沼グリーンハイツ間の運賃が値下げ（240円→170円、当時）となった。
2014年3月16日に、当路線のダイヤ改正とともに、フレッシュタウン経由急行の津18系統を新設。習志野新京成バスにおいて初の急行バスである。運行本数は毎時1本で、朝と夕方は2本となっている。この系統は、京成バス東習志野線（津田沼駅 - 習志野企業局）、実験運行の田喜野井線と京成バス運行による習志野市コミュニティバスのハッピーバス京成津田沼内陸ルートと重複する区間があるが、新津田沼駅を除いて重複する停留所はない。運行ルートとしては、習志野企業局前の交差点を左折し直進、藤崎交番前交差点で京成バスの各路線と交差する。更に直進していき、その先の藤崎小学校と通ずる交差点を左折し、四号棟前を通り終着地である津田沼グリーンハイツへと至る。津17系統では津田沼駅へは四号棟前から次の一号棟前へは途中で右折するが、本系統では直進していく。また、急行扱いとなっているのは、教習所前経由の慢性的な交通渋滞を考慮して所要時間が短縮されるためと考えられるが、定刻運行の場合、フレッシュタウン経由の方が1分長くなる。運賃は両系統とも現金180円（IC175円）であり、津田沼駅 - 新津田沼駅では現金に限り100円である。なお、津田沼駅 - 新津田沼駅で京成バス東習志野線と停留所が重複するが、運賃は各社それぞれの初乗り運賃となっており、（鎌ヶ谷線・津田沼線・三山線におけるちばレインボーバスとの重複と違い）同一ではない。
2022年10月16日に、当路線のダイヤ改正が行われ、フレッシュタウン・津田沼グリーンハイツ・田喜野井を経由して二宮神社前まで向かう津07系統が新設された。これにより津田沼グリーンハイツバス停が初めて中間の停留所となり、かつて津15系統として存在した田喜野井小学校バス停が約20年ぶりに復活した。なお、かつて津15系統として存在した自治会館前バス停は復活していない。また津17系統の児童遊園は下り（津田沼グリーンハイツ方面）のみ、エクセレントシティ津田沼前原とバス停名称を変更（上りは変更なし）。

### 芝山・北習線
- 船28A：船橋駅北口 - 東船橋駅 - 東船橋三丁目 - 駿河台 - 芝山団地入口 - 芝山中学校 - 飯山満駅
- 船28C：船橋駅北口 → 東船橋駅 → 東船橋三丁目 → 駿河台 → 船橋整形外科クリニック → 芝山団地入口 → 芝山中学校 → 飯山満駅
- 東01：東船橋駅 - 東船橋三丁目 - 駿河台 - 芝山団地入口 - 芝山中学校 - 飯山満駅
- 東01C：東船橋駅 → 東船橋三丁目 → 駿河台 → 船橋整形外科クリニック → 芝山団地入口 → 芝山中学校 → 飯山満駅
  - 2004年12月16日：全便を東船橋三丁目、船橋整形外科、現・雄鹿野経由に変更。
  - 2006年4月1日：船橋駅北口 - 東船橋駅 - 芝山中学校に短縮。
  - 2007年10月14日：船橋駅北口 - 東船橋駅 - 飯山満駅に延伸。
  - 2016年3月16日：習志野営業所に移管

芝山線は飯山満駅と東船橋駅、船橋駅北口を結ぶ路線である。芝山団地ができた時点では、近くに鉄道駅がなく、最寄り駅の一つである船橋駅までのアクセスを目的としてこの路線が開通した。団地輸送を目的としていたため、馬込台（現・雄鹿野の近く） - 吹上（2004年12月16日 - 2007年9月30日まで船橋バスの吹上）間を新道経由でノンストップとし、東船橋三丁目経由で運行した。
その後、東船橋駅が開業すると同駅までの便と船橋駅への便（これは東船橋駅非経由）を交互に運行するように変更した。なお、ラッシュ時は東船橋駅発着便が主であった。
さらに、飯山満駅が芝山団地停留所の目の前に開業したことにより、この路線は存在意義が大幅に失われることとなった。そのため、東葉高速鉄道開通時の1996年とその4年後の2000年の二段階にわたって減便を行った。これ以降、船橋駅を発着するのはデータイムのみとなっている。ちなみに、1996年の減便の際には、あまりにも急に減らされたことから、利用者より増便の要求があり、これを受けて臨時便を設置したこともある。
2006年4月には、芝山中学校 - 芝山団地間が廃止され、芝山中学校以西のみとなった。これは、前述した乗客の減少も要因の一つだが、加えて、芝山団地停留所の折返場の土地がUR都市機構（旧・日本住宅公団）の所有であることが関係する。すなわち、2004年に前身の都市基盤整備公団からUR都市機構に再編されたことに伴い、2005年度より同地の賃貸料を船橋新京成バスが同機構に支払うこととなったためである。なお、現在の芝山中学校の折返場は、もともと操車場だった（芝山操車場）のだが、ここも自前の土地ではなく、UR都市機構のものである。現在は芝山団地停留所横折り返し場跡には一戸建て＆集合住宅の家屋が建っている。
2007年10月1日付けの船橋市広報で、10月5日に飯山満駅前道路が開通し、10月14日にこの線が飯山満駅まで延伸する予定があることが示し、その後の開業前日開かれた地元地区運動会の挨拶でも発表され、14日付けで伸された。なお、新設される飯山満駅停留所は駅前への道路が開通した関係で新京成電鉄自動車部時代の新高根線（習志野営業所担当・飯01）の飯山満駅停留所とは別の場所となった。

## 廃止路線
停留所名は廃止当時のものを記載する。

### 津田沼線（一部系統の廃止）
- 津01：津田沼駅 - 薬園台高校前 - 自衛隊前 - 習志野 - 大和田新田 - 坪井 - 古和釜十字路 - 大穴 - 八木ヶ谷入口 - 鎌ヶ谷大仏（全便鎌ヶ谷営業所が担当）
- 津02：津田沼駅 - 薬園台高校前 - 自衛隊前 - 習志野 - 大和田新田 - 坪井 - 古和釜十字路
- 津03：津田沼駅 - 薬園台高校前 - 自衛隊前 - 習志野 - 高津団地入口
- 津06：津田沼駅 - 薬園台高校前 - 自衛隊前
- 緑01：八千代緑が丘駅 - 高津団地入口 - 高津団地中央
- 緑03：津田沼駅 - 薬園台高校前 - 自衛隊前 - 習志野 - サンシャイン前 - 八千代緑が丘駅
- 習07：北習志野駅 - 北習志野花輪病院前 - 第二小学校入口 - 自衛隊前

### 三山線（初代系統の廃止）
- 津07（初代）：津田沼駅 - 薬園台高校前 - 田喜野井 - 二宮神社前 - 大久保（2000年8月廃止）

### 前原線（一部系統の廃止）
- 津09：津田沼駅 - 前原西 - 管理事務所前 - 公団東口 - 千葉病院前 - 飯山満二丁目自治会館
- 津10：津田沼駅 - 前原西 - 管理事務所前 - 公団東口 - 千葉病院前

### 津田沼グリーンハイツ線（一部系統の廃止）
- 津15：津田沼駅 - 薬園台高校前 - 田喜野井入口 - 自治会館前 - 田喜野井小学校 - 津田沼グリーンハイツ

## 車両

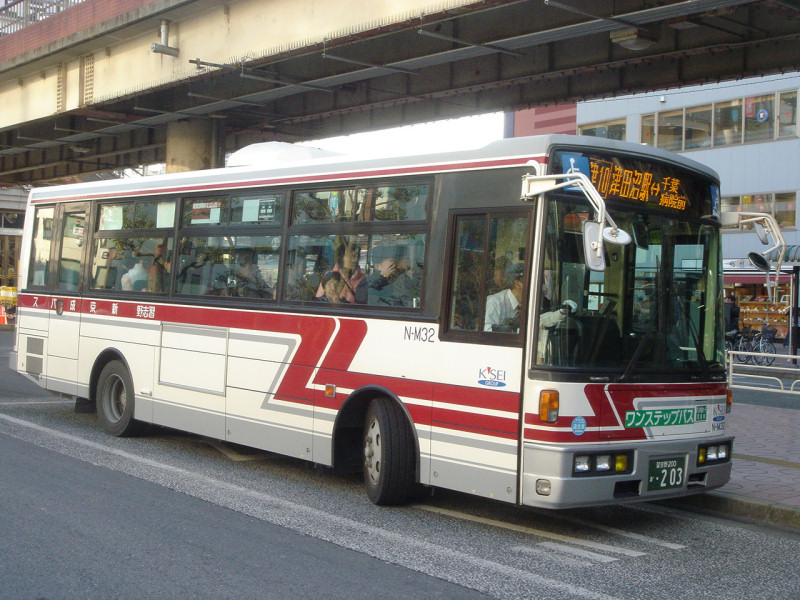
旧塗装車（習志野新京成バス時代）

旧・習志野新京成バスでも、設立時からUDトラックス（旧・日産ディーゼル）の車両を一貫して導入していたが、UDトラックスのバス製造・販売撤退により三菱ふそう製に切り替えた。また、新京成三社のうちで唯一中型ロング車を保有していたこと（N-747N号車・N-760N号車。いずれもすでに廃車済み）や2009号車以降日産ディーゼル・スペースランナーAを導入していることも特徴のひとつであった。
2008年初夏直前ぐらいに船橋新京成バスからワンステップのKC-UA460LSNを12台受け入れ代わりにワンステップのUD・スペースランナーRA（PKG-RA274MAN）を8台（全車）とPKG-AP35UMを4台を船橋新京成バスに譲渡、1013 - 1020及び1021 - 1024となった。理由は公表されていないが、当時の習志野新京成バスが財政的に厳しいがゆえに新車の代金が捻出できず、船橋新京成バスが肩代わりするためと見られる。元習志野車は習志野塗装のままである（その後も中型車2台が船橋新京成バスから習志野新京成バスに譲渡されている）。だが、PKG-RA274MANとPKG-AP35UMは譲渡後も増備され（前者は1台のみ）、LKG-AP35FMにモデルチェンジしUDのバス事業撤退後にOEM元の三菱ふそう製（LKG-MP35FM）に切り替えた後も増備が続いている。この増備によって船橋新京成バスから受け入れた車両を含めKC-UA460LSNやKC-JP250NTNに廃車が発生している。2012年から車両番号を2300代としてQKG-MP35FMを5台導入した。
2009年10月より、習志野営業所所属の全車両の車内放送が新しいものとなった。
2010年8月頃より、バックカメラの設置に伴い2401と2402の車両番号が2751と2752に変更となった。
松戸新京成バスより京成バス市川営業所から高塚梨香台線とともに転入したKK-LR233J1改（2248・2223号車→3505・3501号車→2921・2922号車）が2台転属され、運賃箱等を撤去した上で郵便事業千葉西ターミナル支店の従業員輸送に用いられていたが、2922号車（元2223→3501号車）が廃車された。また、2921号車は貸切用から一般乗合用に（旧）2721号車へ改番された。両車両とも松戸転入の時点で京成の塗装の一部を変更して新京成の分社前の旧塗装（通称青バス）紛いのものに変更されている。
習志野新京成バスは2014年4月16日をもって船橋新京成バスと合併することが決まったが数日前に習志野新京成バスとして最後の新車を導入しており久々の中型車で三菱ふそう・エアロミディMK（TKG-MK系）が導入された（2712号車以降）。三菱ふそう製の中型車導入はこの時が初めてである（鎌ヶ谷営業所では小型車の導入実積がある）。なお社名の書体は斜体であるがすでに船橋新京成バスの表記が用意されていたため「船橋」の部分が「習志野」のシールを貼っていた。合併後、この導入の関係で電鉄赤バスUD・KK-RM252GSNのN-M32号車が鎌ヶ谷営業所に転属しており同営業所他の赤バスとは表記類が異なっていたため目立っていたが後に廃車された。
いずれの車両も船橋新京成バス習志野営業所に引き継がれている。結果的に旧塗装紛いの車両がすべての新京成バスを経験することとなった。
2016年5月には習志野営業所としては初のいすゞ・エルガミオ（SDG-LR290L1）が導入された。車番は2720・2721で2721号車は導入当時旧塗装車も在籍していたため新旧で並ぶ姿もあった。
2023年8月には、松戸新京成バスより3044(PKG-LV234N2)が転入した。車番は2030で、フロント部のみが習志野新京成バス塗装に変更されている。また、同車が同営業所初の大型ノンステップバスとなった。
その後も松戸新京成バスからの転入車は増えており、同年9月には3045(PKG-LV234N2)が、翌年2月には3424(SDG-LR290J1)、6月には3050・3051(LKG-LV234N3)がそれぞれ2031、2759、2032、2033として転入している。なお、塗装変更は行われていない(2031では「船橋新京成バス」と書いたステッカーを前面に貼付)。
2024年9月の2711号車(PB-RM360GAN)の廃車をもって日産ディーゼルの中型車は全廃となった。